# Osmia anceps
Osmia anceps är en biart som beskrevs av Pérez 1895. Osmia anceps ingår i släktet murarbin, och familjen buksamlarbin. Inga underarter finns listade i Catalogue of Life.